# Платонов, Владимир Михайлович
Владимир Михайлович Платонов (род. 24 декабря 1954, Москва) — российский политик, Председатель Московской городской думы с 11 июля 1994 года по 24 сентября 2014 года. С 26 мая 2016 года — президент Московской торгово-промышленной палаты.

## Биография
Родился 24 декабря 1954 года в Москве.
После окончания средней школы работал учеником электрика, электромонтажником на Машиностроительном заводе им. М. В. Хруничева в Москве (1972—1975 годы), учился на вечернем отделении в МАТИ им. К. Э. Циолковского, служил в Вооружённых силах СССР (1975—1977 годы).
Окончил факультет экономики и права Университета дружбы народов им. Патриса Лумумбы по специальности «Правоведение» (1977—1983 годы). В Университете был командиром добровольной народной дружины, членом Парткома Университета.

## Карьера
В 1983—1991 годах работал в органах прокуратуры Москвы, занимался расследованием особо тяжких преступлений. Прошел путь от стажёра до заместителя прокурора Москворецкого района по следственной работе. Работал в органах Прокуратуры РСФСР.
В 1991—1993 годах занимался частной юридической практикой, специализировался на защите прав граждан.
В 1993 году был впервые избран депутатом Московской городской Думы от блока «Выбор России». Впоследствии избирался депутатом Мосгордумы еще пять раз - в 1997, 2001, 2005, 2009 и 2014 годах.
С 11 июля 1994 года по 24 сентября 2014 года - Председатель Московской городской Думы.
С августа 1999 года по сентябрь 2002 года являлся членом партии СПС. Вышел из партии из-за длительного конфликта с Борисом Немцовым. Считал, что наиболее подходящим кандидатом на роль лидера «правых» был Егор Гайдар.
С октября 2003 года - член партии «Единая Россия».
С 1996 года по октябрь 2001 года являлся членом Совета Федерации. Избирался председателем Комитета по конституционному законодательству и судебно-правовым вопросам. В 1998—2001 годах был заместителем председателя Совета Федерации.
Был одним из разработчиков ряда основополагающих федеральных законов (в том числе Уголовного кодекса РФ, Уголовно-процессуального кодекса РФ, дополнений к Гражданскому кодексу РФ, федеральных законов «О судебной системе в РФ», «О порядке внесения изменений в Конституцию РФ» и т. д.), Устава города Москвы, правовых актов города Москвы (в том числе законов города Москвы «О законодательных актах», «О законах города Москвы и постановлениях Московской городской Думы», «О статусе депутата Московской городской Думы», «Об организации и деятельности нотариата в городе Москве», «О порядке лицензирования розничной продажи алкогольной продукции в городе Москве», Регламента Московской городской Думы и т. д.).
С 20 октября 2014 года по 26 мая 2016 года — старший вице-президент Московской торгово-промышленной палаты. С 26 мая 2016 года — Президент Московской торгово-промышленной палаты.

## Деятельность в Московской городской думе
- Депутат Московской городской думы первого (1993—1997 гг.), второго (1997—2001 гг.), третьего (2001—2005 гг.), четвёртого (2005—2009 гг.), пятого (2009—2014 гг.) и шестого созывов (2014—2019 гг.);
- Председатель комиссии Московской городской думы по законности, правопорядку и борьбе с преступностью (с января по июль 1994 года);
- Председатель Московской городской думы (с июля 1994 года по сентябрь 2014), избирался на этот пост 14 раз;
- Член комиссий Московской городской думы: по организации работы думы; по законодательству, регламенту, правилам и процедурам; по экономической политике и финансам; по кадровым вопросам в рамках компетенции Московской городской думы;
- Председатель комиссии по контролю достоверности сведений о доходах, об имуществе и обязательствах имущественного характера, представляемых депутатами Московской городской думы;
- Член объединённой комиссии Московской городской думы и Московской областной думы по координации законотворческой деятельности.

## Общественная деятельность
Председатель Общественного совета  при Московском управлении ФАС России.
Председатель Общественного совета при Главном управлении Федеральной службы судебных приставов по городу Москве.
Председатель попечительского совета московского регионального отделения общероссийской общественной организации «Ассоциация юристов России».
Член Президиума Политсовета МГРО ВПП «Единая Россия».
Председатель совместного оперативного штаба партии "Единая Россия" и Московской ТПП по поддержке экономики Москвы.
Председатель правления ассоциации "Международный клуб работодателей".
Председатель попечительского совета памятника истории "Бывший спецобъект НКВД «Полигон „Коммунарка“».
Председатель Московского филиала Российского книжного союза.
Сопредседатель Центра общественных процедур "Защита бизнеса".
Председатель попечительского совета региональной благотворительной общественной организации «Московский конноспортивный клуб инвалидов».

## Научная деятельность
Занимается научной и преподавательской деятельностью в РУДН, возглавляет Кафедру публичной политики и истории государства и права Юридического института РУДН. Также является членом Наблюдательного совета РУДН.
Профессор, кандидат юридических наук.
В 2011 году защитил докторскую диссертацию на тему «Разграничение предметов ведения между Федерацией и её субъектами — как принцип российского федерализма» по научной специальности «Конституционное право; муниципальное право».
10 сентября 2014 года «Диссернет» опубликовал экспертное заключение, согласно которому объём некорректных заимствований в работе составляет 109 из 412 страниц диссертации. Активистами Диссернета было подано официальное заявление о лишении Платонова ученой степени.
В апреле 2015 года Владимир Платонов подал в диссертационный совет заявление о лишении себя ученой степени доктора юридических наук.
15 сентября 2015 года Приказом Министерства образования и науки Российской Федерации лишен степени доктора юридических наук.

## Награды
- Орден «За заслуги перед Отечеством» III степени (20 апреля 2014) — за достигнутые трудовые успехи, значительный вклад в социально-экономическое развитие Российской Федерации, заслуги в гуманитарной сфере, активную законотворческую и общественную деятельность, многолетнюю добросовестную работу[5]
- Орден «За заслуги перед Отечеством» IV степени (24 декабря 2004) — за заслуги в законотворческой деятельности и многолетнюю добросовестную работу [6]
- Орден Почёта (4 апреля 1998) — за большой вклад в проведение реформ и демократических преобразований[7]
- Медаль «В память 850-летия Москвы» (1997)
- Знак отличия «За заслуги перед Москвой» (Москва, 22 декабря 2004) — за многолетнюю плодотворную деятельность на благо столицы и её жителей[8]
- Почётный знак «За заслуги в развитии законодательства и парламентаризма» (26 декабря 2006) — за многолетнюю плодотворную деятельность в Московской городской Думе[9]
- Золотая медалью им. Ф. Н. Плевако в номинации «За крупный вклад в развитие адвокатуры России и укрепление её единства, подготовку квалифицированных юридических кадров» (2008)[10]
- Знак отличия «За безупречную службу городу Москве» XXX лет (22 декабря 2009) — за плодотворную законодательную деятельность, направленную на обеспечение социально-экономического развития города Москвы[11]
- Юбилейный нагрудный знак Московской областной Думы «20 лет Московской областной Думе» (14 ноября 2013)[12]
- Специальная премия Союза журналистов России и Международного пресс-клуба «Самому нескандальному политику» (1998)